# 東部鎮區 (內布拉斯加州諾克斯縣)
東部鎮區（英語：Eastern Township）是位於美國內布拉斯加州諾克斯縣的一個行政鎮區。

## 地方資料
東部鎮區的面積為91.99平方千米，皆為陸地。根據2020年美國人口普查的數據，當地共有人口255人，而人口密度為每平方千米2.77人。